# Инач
Инач је планина 30 км западно од Сарајева (1425 м) између Крешева и Фојнице, на развођу река Крешевке и Жељезнице.
Грађена је од кречњака тријаске старости, испод које леже пешчари доњег тријаса. Ширу околину, граде палеозојске метаморфне стене и еруптиви (Босанско шкриљаво горје). На кречњацима је развијен крш, а на осталим стенама облици речне ерозије.
Планина је покривена мешовитом шумом и шикаром. Крај је рудоносан: барит, железо, бакар и злато.